# Saint-Benoît (Aude)
Pour les articles homonymes, voir Saint-Benoît.
Saint-Benoît  (en occitan ou catalan Sant Benaset) est une commune française, située dans l'ouest du département de l'Aude en région Occitanie. Ses habitants sont appelés les Bénédiétins.
Sur le plan historique et culturel, la commune fait partie du Razès, un pays historiquement très étendu, qui ne se résume aujourd'hui qu'aux collines de la Malepère et au bas Razès au centre et au sud, limité par le pays de Sault. Exposée à un climat océanique altéré, elle est drainée par l'Ambronne et par divers autres petits cours d'eau.
Saint-Benoît est une commune rurale qui compte 108 habitants en 2022, après avoir connu un pic de population de 535 habitants en 1841. Elle fait partie de l'aire d'attraction de Limoux. Ses habitants sont appelés les Bénédictins ou  Bénédictines.

## Géographie

### Communes limitrophes
Les communes limitrophes sont  Bourigeole, Chalabre, Courtauly, Festes-et-Saint-André, La Bezole, Montjardin, Saint-Couat-du-Razès et Sonnac-sur-l'Hers.
| Sonnac-sur-l'Hers | Courtauly             | La Bezole                        |
| Chalabre          | Saint-Benoît          | Castelreng (par un quadripoint)  |
| Montjardin        | Festes-et-Saint-André | Saint-Couat-du-Razès, Bourigeole |

### Hydrographie
La commune est dans le bassin de la Garonne, au sein du bassin hydrographique Adour-Garonne. Elle est drainée par l'Ambrone, le ruisseau de Baillus, le ruisseau de Carage, le ruisseau de Gary, le ruisseau du Col de l'Épinac, le ruisseau du Mont-Falcou et par divers petits cours d'eau, qui constituent un réseau hydrographique de 26 km de longueur totale,.
L'Ambronne, d'une longueur totale de 22,38 km, prend sa source dans la commune et s'écoule du sud-est vers le nord-ouest. Il traverse la commune et se jette dans l'Hers-Vif à Moulin-Neuf, après avoir traversé 5 communes.

### Climat
Pour des articles plus généraux, voir Climat de l'Occitanie et Climat de l'Aude.
En 2010, le climat de la commune est de type climat océanique altéré, selon une étude s'appuyant sur une série de données couvrant la période 1971-2000. En 2020, Météo-France publie une typologie des climats de la France métropolitaine dans laquelle la commune est exposée à un climat de montagne ou de marges de montagne et est dans la région climatique Pyrénées orientales, caractérisée par une faible pluviométrie, un très bon ensoleillement (2 600 h/an), un air sec, particulièrement en hiver et peu de brouillards.
Pour la période 1971-2000, la température annuelle moyenne est de 11,9 °C, avec une amplitude thermique annuelle de 15,5 °C. Le cumul annuel moyen de précipitations est de 938 mm, avec 10,4 jours de précipitations en janvier et 6 jours en juillet. Pour la période 1991-2020, la température moyenne annuelle observée sur la station météorologique installée sur la commune est de 12,5 °C et le cumul annuel moyen de précipitations est de 900,5 mm,. Pour l'avenir, les paramètres climatiques de la commune estimés pour 2050 selon différents scénarios d'émission de gaz à effet de serre sont consultables sur un site dédié publié par Météo-France en novembre 2022.
| Mois                                  | jan.          | fév.           | mars          | avril         | mai             | juin          | jui.           | août          | sep.          | oct.          | nov.          | déc.          | année      |
| ------------------------------------- | ------------- | -------------- | ------------- | ------------- | --------------- | ------------- | -------------- | ------------- | ------------- | ------------- | ------------- | ------------- | ---------- |
| Température minimale moyenne (°C)     | 2,5           | 2,7            | 4,7           | 6,7           | 9,9             | 13,4          | 15,5           | 15,7          | 12,9          | 10,2          | 5,5           | 3,4           | 8,6        |
| Température moyenne (°C)              | 5,5           | 6              | 8,6           | 10,9          | 14,2            | 17,9          | 20,3           | 20,5          | 17,3          | 13,9          | 8,6           | 6,4           | 12,5       |
| Température maximale moyenne (°C)     | 8,5           | 9,4            | 12,6          | 15,1          | 18,5            | 22,4          | 25,1           | 25,4          | 21,8          | 17,6          | 11,7          | 9,4           | 16,5       |
| Record de froid (°C) date du record   | −7,2 19.01.17 | −11,6 08.02.12 | −7,9 01.03.05 | −1 14.04.1998 | −0,1 08.05.1997 | 4,6 01.06.06  | 8,4 11.07.1993 | 9 17.08.08    | 4 25.09.02    | 0 30.10.08    | −7 18.11.07   | −7,5 15.12.01 | −11,6 2012 |
| Record de chaleur (°C) date du record | 21 01.01.22   | 23,7 27.02.19  | 26,9 24.03.01 | 26,9 09.04.11 | 30,9 30.05.01   | 35,1 29.06.19 | 35,3 21.07.15  | 36,6 01.08.04 | 32,8 03.09.16 | 29,9 01.10.19 | 23,3 15.11.15 | 21,9 31.12.21 | 36,6 2004  |
| Précipitations (mm)                   | 89,5          | 70,5           | 67,4          | 98,2          | 93,1            | 62,3          | 52,1           | 58,4          | 67,4          | 76,6          | 90,5          | 74,5          | 900,5      |

### Milieux naturels et biodiversité

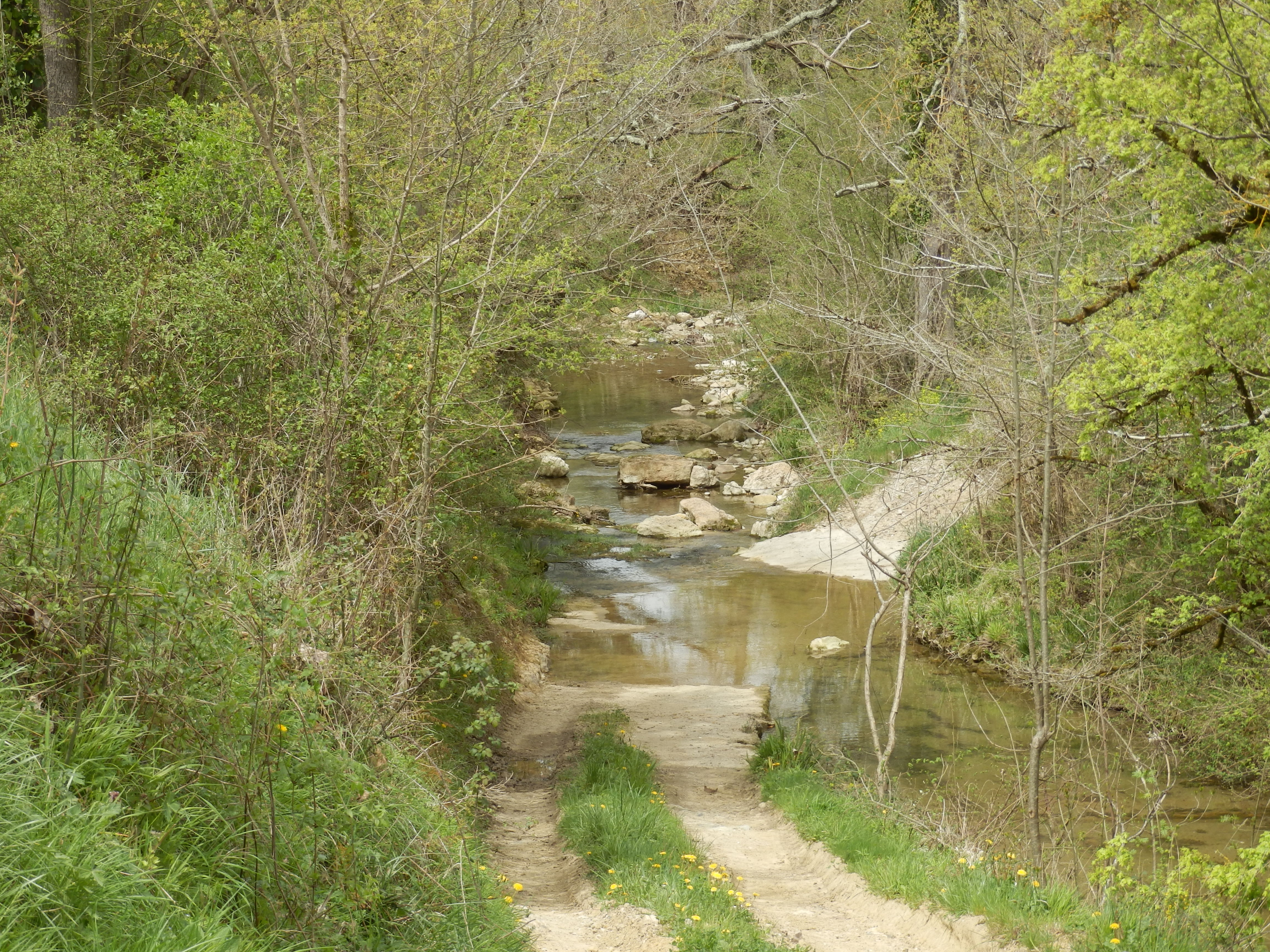
L'Ambronne à Saint-Benoît.
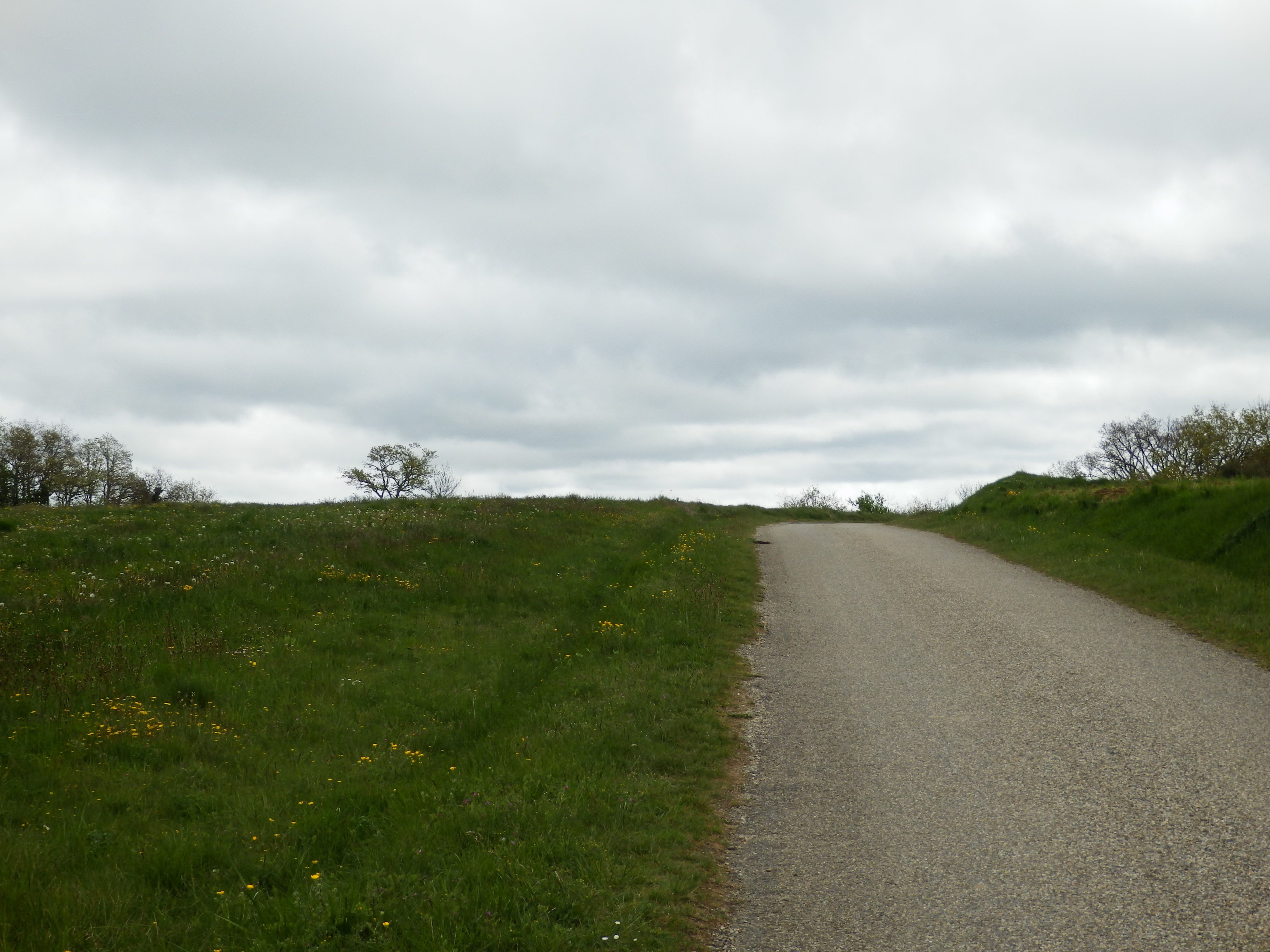
La D 30 au col de Dieudé (ligne de partage des eaux).
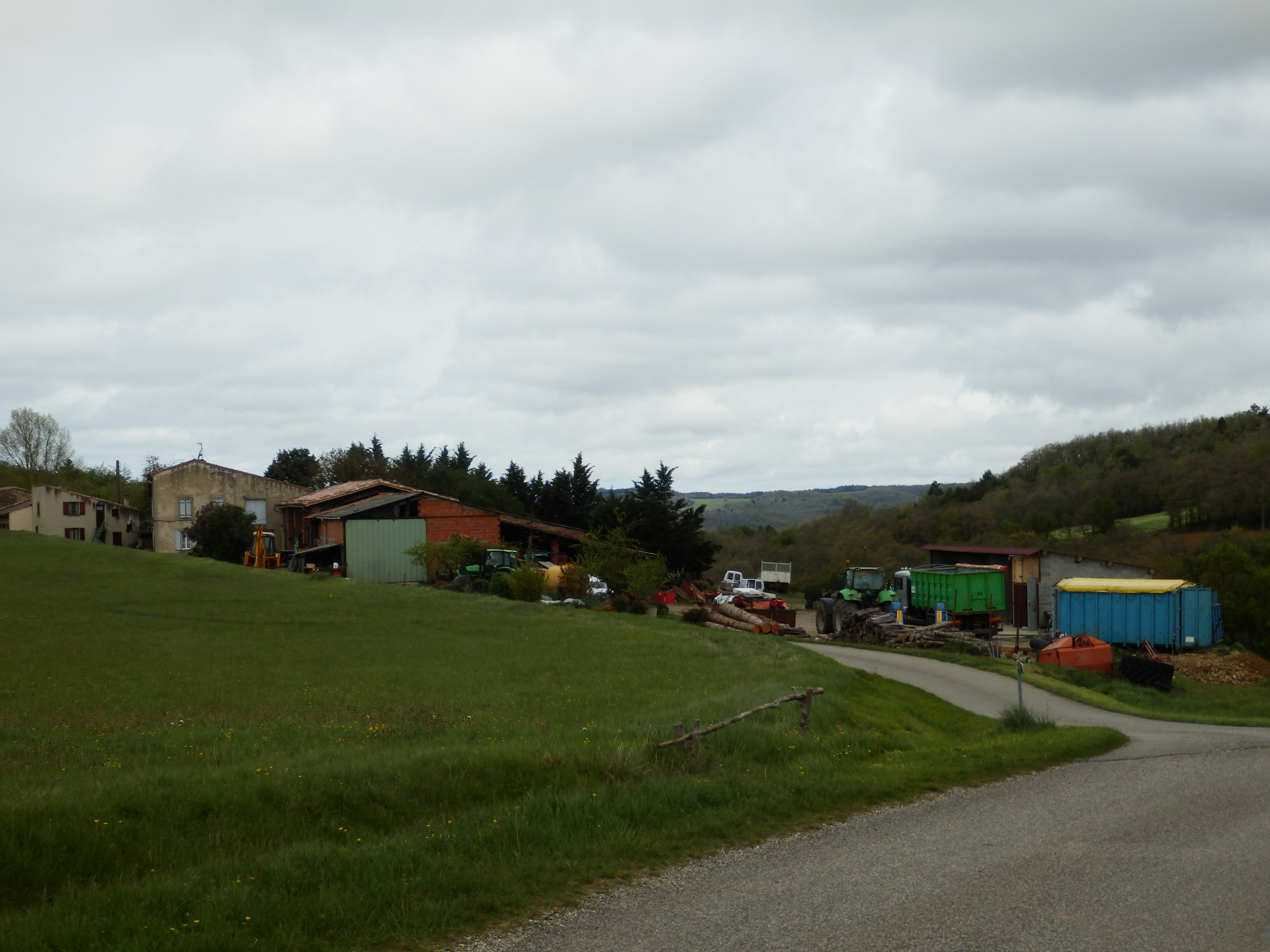
Le hameau de Lacalm.
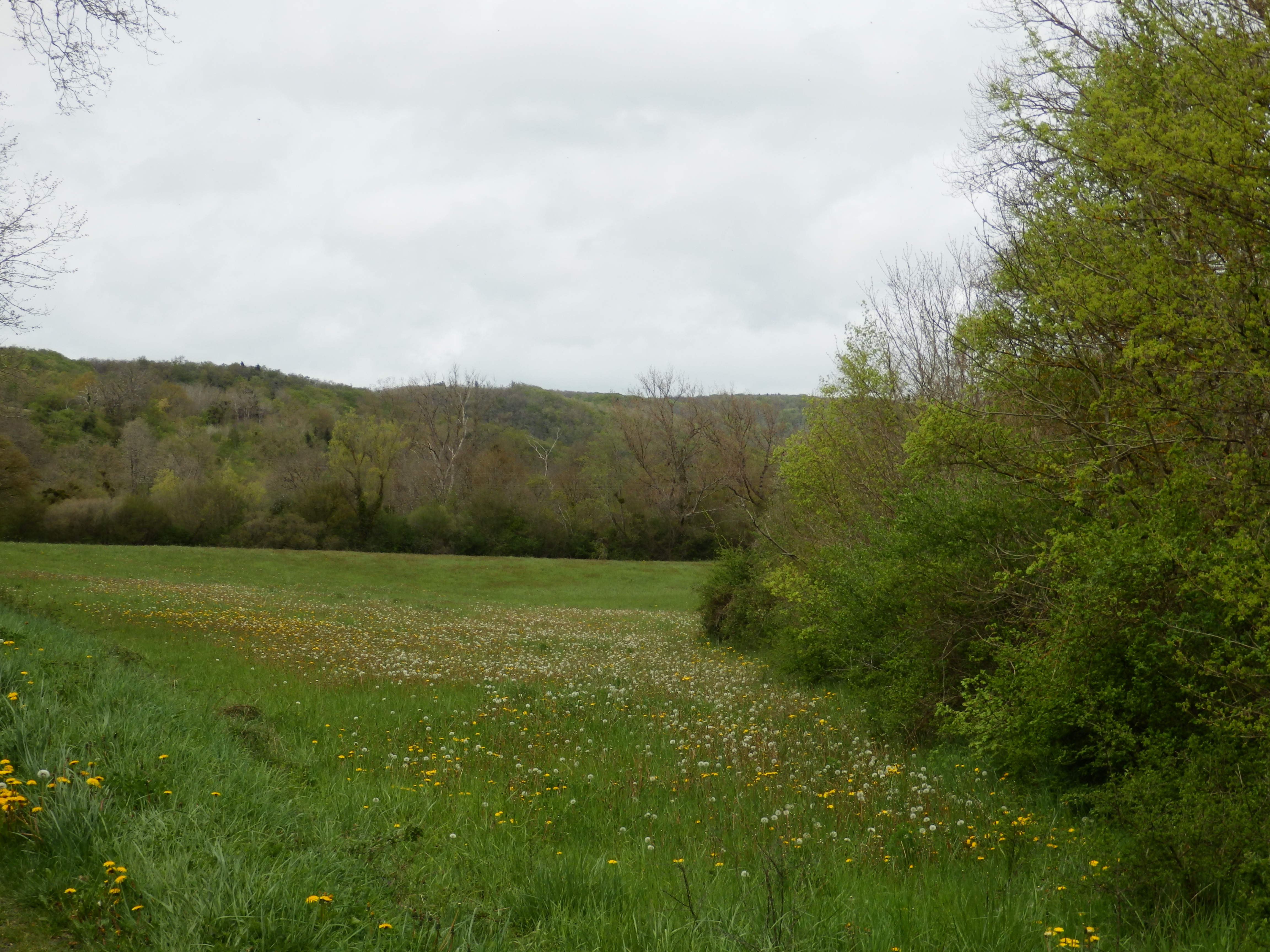
Paysage à proximité de Saint-Benoît.

Aucun espace naturel présentant un intérêt patrimonial n'est recensé sur la commune dans l'inventaire national du patrimoine naturel,,.

## Urbanisme

### Typologie
Au 1er janvier 2024, Saint-Benoît est catégorisée commune rurale à habitat très dispersé, selon la nouvelle grille communale de densité à 7 niveaux définie par l'Insee en 2022.
Elle est située hors unité urbaine. Par ailleurs la commune fait partie de l'aire d'attraction de Limoux, dont elle est une commune de la couronne,. Cette aire, qui regroupe 39 communes, est catégorisée dans les aires de moins de 50 000 habitants,.

### Occupation des sols
L'occupation des sols de la commune, telle qu'elle ressort de la base de données européenne d’occupation biophysique des sols Corine Land Cover (CLC), est marquée par l'importance des forêts et milieux semi-naturels (76,9 % en 2018), une proportion sensiblement équivalente à celle de 1990 (77,4 %). La répartition détaillée en 2018 est la suivante : 
forêts (75,9 %), zones agricoles hétérogènes (17,4 %), prairies (5,7 %), milieux à végétation arbustive et/ou herbacée (1 %). L'évolution de l’occupation des sols de la commune et de ses infrastructures peut être observée sur les différentes représentations cartographiques du territoire : la carte de Cassini (XVIIIe siècle), la carte d'état-major (1820-1866) et les cartes ou photos aériennes de l'IGN pour la période actuelle (1950 à aujourd'hui).

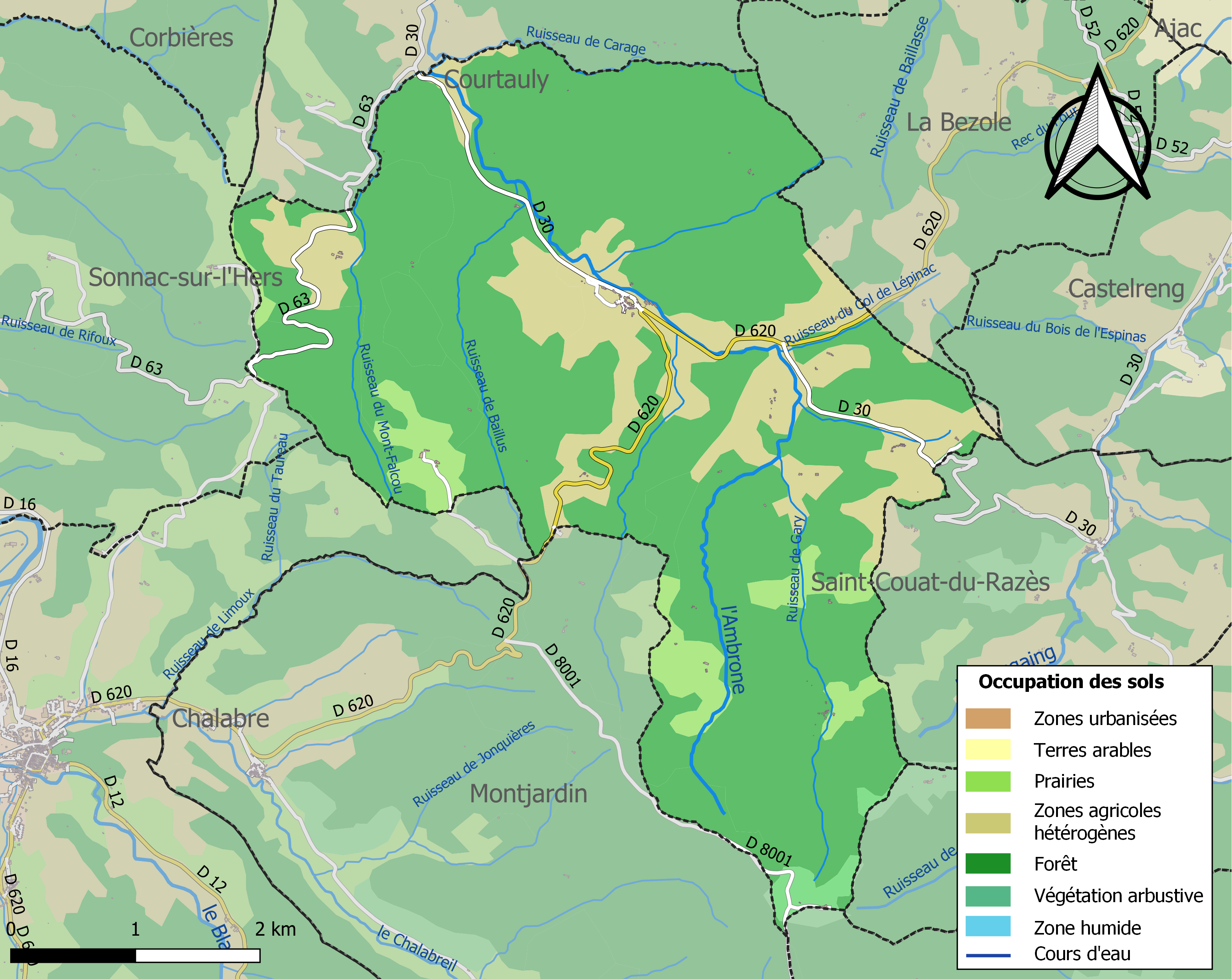
Carte des infrastructures et de l'occupation des sols de la commune en 2018 (CLC).

### Risques majeurs
Le territoire de la commune de Saint-Benoît est vulnérable à différents aléas naturels : météorologiques (tempête, orage, neige, grand froid, canicule ou sécheresse) et séisme (sismicité faible). Un site publié par le BRGM permet d'évaluer simplement et rapidement les risques d'un bien localisé soit par son adresse soit par le numéro de sa parcelle.

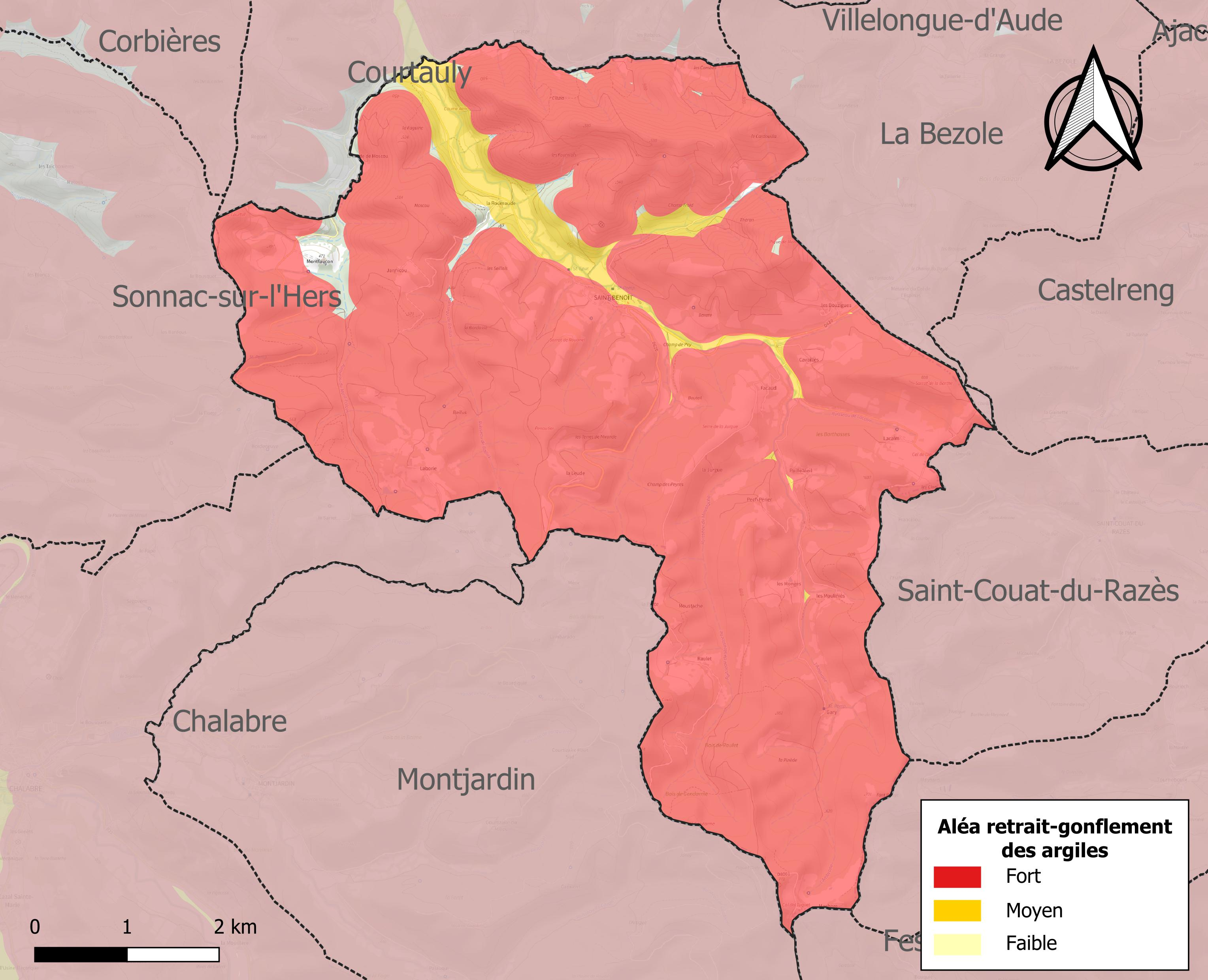
Carte des zones d'aléa retrait-gonflement des sols argileux de Saint-Benoît.

Le retrait-gonflement des sols argileux est susceptible d'engendrer des dommages importants aux bâtiments en cas d’alternance de périodes de sécheresse et de pluie. 98,3 % de la superficie communale est en aléa moyen ou fort (75,2 % au niveau départemental et 48,5 % au niveau national). Sur les 72 bâtiments dénombrés sur la commune en 2019, 71 sont en aléa moyen ou fort, soit 99 %, à comparer aux 94 % au niveau départemental et 54 % au niveau national. Une cartographie de l'exposition du territoire national au retrait gonflement des sols argileux est disponible sur le site du BRGM,.

## Politique et administration

### Liste des maires
| Période                                  | Période  | Identité     | Étiquette | Qualité |
| ---------------------------------------- | -------- | ------------ | --------- | ------- |
| avant 1988                               | En cours | Serge Bacave |           |         |
| Les données manquantes sont à compléter. |          |              |           |         |

## Démographie
L'évolution du nombre d'habitants est connue à travers les recensements de la population effectués dans la commune depuis 1793. Pour les communes de moins de 10 000 habitants, une enquête de recensement portant sur toute la population est réalisée tous les cinq ans, les populations de référence des années intermédiaires étant quant à elles estimées par interpolation ou extrapolation. Pour la commune, le premier recensement exhaustif entrant dans le cadre du nouveau dispositif a été réalisé en 2008.

En 2022, la commune comptait 108 habitants, en évolution de +3,85 % par rapport à 2016 (Aude : +2,65 %, France hors Mayotte : +2,11 %).
| 1793 | 1800 | 1806 | 1821 | 1831 | 1836 | 1841 | 1846 | 1851 |
| ---- | ---- | ---- | ---- | ---- | ---- | ---- | ---- | ---- |
| 333  | 436  | 451  | 458  | 405  | 443  | 535  | 480  | 488  |

| 1856 | 1861 | 1866 | 1872 | 1876 | 1881 | 1886 | 1891 | 1896 |
| ---- | ---- | ---- | ---- | ---- | ---- | ---- | ---- | ---- |
| 483  | 417  | 395  | 341  | 331  | 348  | 363  | 301  | 246  |

| 1901 | 1906 | 1911 | 1921 | 1926 | 1931 | 1936 | 1946 | 1954 |
| ---- | ---- | ---- | ---- | ---- | ---- | ---- | ---- | ---- |
| 219  | 209  | 219  | 184  | 163  | 144  | 162  | 153  | 103  |

| 1962 | 1968 | 1975 | 1982 | 1990 | 1999 | 2006 | 2008 | 2013 |
| ---- | ---- | ---- | ---- | ---- | ---- | ---- | ---- | ---- |
| 84   | 68   | 56   | 89   | 90   | 106  | 111  | 112  | 104  |

| 2018 | 2022 | - | - | - | - | - | - | - |
| ---- | ---- | - | - | - | - | - | - | - |
| 106  | 108  | - | - | - | - | - | - | - |

## Économie

### Emploi
| Division       | 2008   | 2013   | 2018   |
| -------------- | ------ | ------ | ------ |
| Commune        | 11,5 % | 16,2 % | 13,4 % |
| Département    | 10,2 % | 12,8 % | 12,6 % |
| France entière | 8,3 %  | 10 %   | 10 %   |

En 2018, la population âgée de 15 à 64 ans s'élève à 67 personnes, parmi lesquelles on compte 76,1 % d'actifs (62,7 % ayant un emploi et 13,4 % de chômeurs) et 23,9 % d'inactifs,. Depuis 2008, le taux de chômage communal (au sens du recensement) des 15-64 ans est supérieur à celui de la France et du département.
La commune fait partie de la couronne de l'aire d'attraction de Limoux, du fait qu'au moins 15 % des actifs travaillent dans le pôle,. Elle compte 19 emplois en 2018, contre 26 en 2013 et 27 en 2008. Le nombre d'actifs ayant un emploi résidant dans la commune est de 42, soit un indicateur de concentration d'emploi de 45,2 % et un taux d'activité parmi les 15 ans ou plus de 59,8 %.
Sur ces 42 actifs de 15 ans ou plus ayant un emploi, 15 travaillent dans la commune, soit 36 % des habitants. Pour se rendre au travail, 76,2 % des habitants utilisent un véhicule personnel ou de fonction à quatre roues, 7,2 % s'y rendent en deux-roues, à vélo ou à pied et 16,7 % n'ont pas besoin de transport (travail au domicile).

### Activités hors agriculture
14 établissements sont implantés  à Saint-Benoît au 31 décembre 2019.
Le secteur des autres activités de services est prépondérant sur la commune puisqu'il représente 21,4 % du nombre total d'établissements de la commune (3 sur les 14 entreprises implantées  à Saint-Benoît), contre 8,8 % au niveau départemental.

### Agriculture
|               | 1988 | 2000 | 2010 | 2020 |
| ------------- | ---- | ---- | ---- | ---- |
| Exploitations | 12   | 12   | 14   | 8    |
| SAU (ha)      | 512  | 609  | 751  | 472  |

La commune est dans le Razès, une petite région agricole occupant l'ouest du département de l'Aude, également dénommée localement « Volvestre et Razès ». En 2020, l'orientation technico-économique de l'agriculture  sur la commune est l'élevage de bovins pour la viande. Huit exploitations agricoles ayant leur siège dans la commune sont dénombrées lors du recensement agricole de 2020 (12 en 1988). La superficie agricole utilisée est de 472 ha,,.

## Culture locale et patrimoine

### Lieux et monuments
- L'église Sainte-Agathe de Saint-Benoît est un ancien prieuré initié au XIIe siècle, doté ultérieurement d'un clocher carré flanqué d'une tourelle ronde contenant un escalier à vis.

### Héraldique
| Blason de Saint-Benoît | Blason  | De gueules à trois bandes d'argent et un chef du même. |
| Blason de Saint-Benoît | Détails | Le statut officiel du blason reste à déterminer.       |